# Achimi
Achimi è un dio bufalo africano, venerato dai Kabyle, in Algeria. Con suo padre, il dio buffalo Itherther, erano responsabili della scoperta della caccia e del cibarsi di carne nella mitologia Kabyle.

## Nella mitologia
Achimi era il figlio dei primi bufali Itherther e Thamuatz. Dopo un incontro ravvicinato con i primi esseri umani, Achimi ricevette un consiglio da una formica, che gli disse come funziona il mondo: se voleva avere una vita confortevole ma breve, avrebbe dovuto vivere e servire gli umani; se avesse voluto vivere una vita lunga e in libertà, invece, non avrebbe dovuto avvicinarsi agli umani, ma avrebbe patito sempre la fame.
Achimi scelse la libertà. La formica gli raccontò anche che avrebbe potuto accoppiarsi con sua madre e sua sorella. Achimi tornò a casa e lo fece. Quando Itherther lo scoprì, padre e figlio lottarono. Sconfitto, Itherther fuggì.
Con la madre e la sorella, Achimi creò una mandria di bufali. Molti anni dopo, quando Achimi era invecchiato, la mandria soffrì il freddo, la fame e il dolore. Achimi ricordò il consiglio della formica e capì che sarebbe stato meglio vivere una vita corta ma bella al fianco degli umani. Achimi portò la mandria dove vivevano gli umani.
I bufali furono i benvenuti e da quel momento l'umanità alleva i bufali.